# Sahaquiel
 (juillet 2021).
Sahaquiel, l'Ange du ciel, est considéré comme l'un des sept grands archanges dans le troisième livre d'Hénoch des Apocryphes de la Bible hébraïque, décrit comme « le gardien du quatrième ciel [...] prince d'une armée céleste [...] assisté de 496 000 myriades d'anges mineurs ». Sahaquiel signifie littéralement Ingéniosité de Dieu.

## Culture populaire
Sahaquiel apparaît dans l'anime Neon Genesis Evangelion sous la forme d'un ange gigantesque.